# Barbara Einhorn
Barbara Einhorn (* 15. Januar 1942 in Wellington, Neuseeland) ist eine neuseeländisch-britische Germanistin und Soziologin.

## Leben
Barbara Einhorn ist eine Tochter des Architekten Helmut Einhorn (1911–1988) und dessen Frau Ester, geb. Katzenstein (1913–2010). Ihre Eltern, Marxisten jüdischer Abstammung, waren 1939 vor rassischer und politischer Verfolgung aus dem nationalsozialistischen Deutschland geflohen und hatten Aufnahme in Neuseeland gefunden.
Barbara Einhorn besuchte das Wellington Girls' College und die University of Otago, wo sie 1972 mit einer germanistischen Dissertation über den Roman in der DDR zum PhD promoviert wurde. 1978 veröffentlichte sie ihre Übersetzung von Jewgeni Bronislawowitsch Paschukanis’ Allgemeine Rechtslehre und Marxismus.
In den 1980er Jahren arbeitete Einhorn an der University of Sussex in Brighton an einer Studie zum Leben von Frauen in sozialistischen Gesellschaften Mittel- und Osteuropas. Seit der Gründung 1980 war sie Mitglied der britischen Friedensgruppe European Nuclear Disarmament. Anfang Dezember 1983 kam sie zu einem offiziell genehmigten Studienbesuch nach Ost-Berlin. Sie nutzte die Gelegenheit zu einer „lockeren abendlichen Gesprächsrunde“ am 7. Dezember 1983 mit den Frauen, die Frauen für den Frieden in der DDR mitgegründet hatten: Bärbel Bohley, Ulrike Poppe, Jutta Regine Seidel und Irena Kukutz. Einhorns Ziel war es, Material für einen Bericht zu sammeln, der die Gruppe in Großbritannien bekanntmachen sollte. Das Treffen wurde jedoch an die Stasi verraten, und Einhorn bei der Ausreise nach West-Berlin festgenommen. Am 12. Dezember folgte die Festnahme der vier Friedensfrauen wegen „Verdachts auf landesverräterische Nachrichtenübermittlung“; sie wurden in die Untersuchungshaftanstalt Berlin-Hohenschönhausen verbracht. Die Festnahmen erregten internationales Aufsehen; internationale Proteste und politische Erwägungen der DDR-Spitze führten zunächst zu Einhorns Freilassung und dann auch zur Einstellung der Verfahren gegen die DDR-Frauen. Einhorn erhielt bis 1989 Einreiseverbot in die DDR. Ihr Treffen wird heute als „Segen und Fluch“ für die Beteiligten angesehen. Nach Ansicht von Anthony Glees habe Einhorn mit Naivität und Unachtsamkeit der Stasi als willkommene Quelle und Waffe gedient beim Versuch, die Friedensgruppe einzuschüchtern und zu zerschlagen. Auf der anderen Seite verschaffte der Zwischenfall der Gruppe internationale Solidarität, die den Zerschlagungsplan der Stasi zunichtemachte: „der enge Kontakt mit Menschen und Organisationen aus dem Westen zahlte sich aus“.
Seit 1995 lehrte Barbara Einhorn an der University of Sussex, zuletzt als Director of Graduate Studies in the School of Social Sciences.
Sie war Mitherausgeberin von The European Journal of Women's Studies und Beraterin in Genderfragen für das United Nations women's programme (UNIFEM) sowie für die Internationale Arbeitsorganisation (ILO) und die Weltbank.

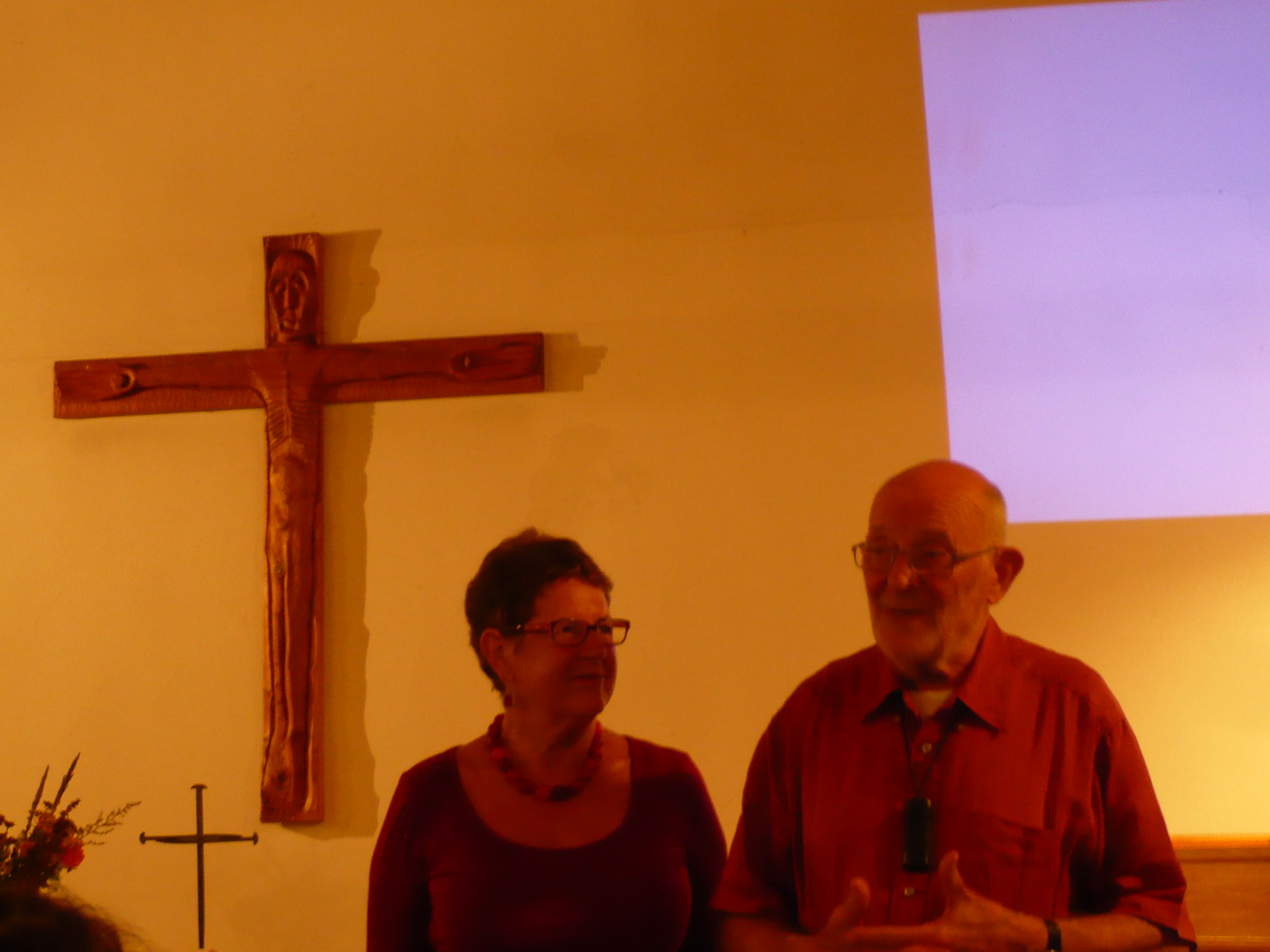
Barbara Einhorn und Paul Oestreicher im Sommer 2013 im Gemeindehaus Neuendorf/Hiddensee.

Einhorn war von 1969 bis 1996 verheiratet mit Henry David Evans. Das Paar hat zwei Söhne. Seit 2001 ist sie mit Paul Oestreicher verheiratet. Oestreicher war 1982/83 einer derjenigen, die die Kampagne zu ihrer Entlassung aus DDR-Haft organisierten.

## Werke
- Der Roman in der DDR: 1949–1969: die Gestaltung des Verhältnisses von Individuum und Gesellschaft; eine Analyse der Erzählstruktur. (= Monographien Literaturwissenschaft 40) Scriptor-Verlag, Kronberg/Ts. 1978, ISBN 3-589-20634-9.
- Living in Berlin. London: Macdonald 1986 ISBN 0-356-11268-3 (= City life 3)
- West Germany. With photographs by Chris Fairclough. Ill. by Malcolm Walker, Hove, East Sussex, England: Wayland 1988 ISBN 0-85078-852-8 (= Countries of the world)
- West German food and drink. Hove, East Sussex, England: Wayland 1988 ISBN 1-85210-358-2 (= Food and drink)
- Cinderella goes to market: citizenship, gender and women's movements in east central Europe. Verso, Oxford 1994, ISBN 0-86091-615-4.
- Citizenship in an enlarging Europe: from dream to awakening. Palgrave Macmillan, Basingstoke 2010, ISBN 978-0-230-27333-7.